# Hermann Seeger (Maler)

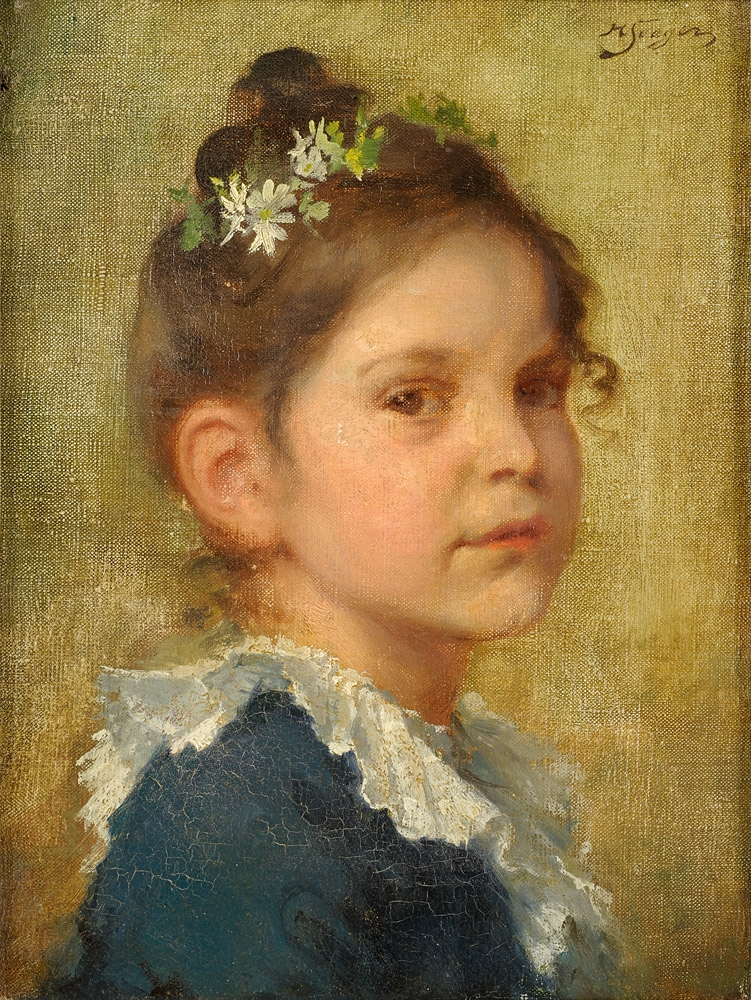
Mädchenporträt

Hermann Seeger (* 15. Oktober 1857 in Halberstadt; † 23. Februar 1945 in Krössinsee bei Dramburg) war ein deutscher Maler.

## Leben
Seeger wurde als Sohn eines Schneidermeisters geboren. Nach dem Deutsch-Französischen Krieg 1870–1871 wohnte bei den Eltern ein gefangener französischer Offizier. Dieser wurde auf die Begabung des Jungen aufmerksam und schenkte ihm einen Tuschkasten.
1875 machte Hermann Seeger Abitur, dann studierte er in Halle Philologie. Während seines Studiums wurde er 1878/79 Mitglied der Sängerschaft Fridericiana Halle. Nach seinem Studium wurde er als Lehrer in Halberstadt tätig und promovierte über Altfranzösisch.
Seine Tätigkeit als Lehrer befriedigte ihn nicht. Aus diesem Grund folgte ein weiteres Studium an der Hochschule für Bildende Künste in Berlin bei Paul Thurmann und Gussow, welches er 1885 abschloss. Dieses Studium konnte er nur durch die Hilfe seiner Geschwister finanzieren. Hier lernte er auch seine spätere Frau Marie Cramer von Clausbruch (Schwester von Rudolf Cramer von Clausbruch) kennen. Sie studierte an der Hochschule für Musik und Gesang. 1895 bekam Hermann Seeger eine Direktionsassistentenstelle und so konnten sie endlich heiraten. Sie hatten zusammen zwei Söhne und zwei Töchter.
Er arbeitete als Maler und Graphiker in Berlin. Seeger malte in Öl auf Leinwand und auf anderen Substraten wie z. B. Hartfaser.
Bekannt sind besonders seine vielen Bilder von Mädchen (v. a. seine Töchter Hildegard (1899–1983) und Ilse (1904–1994) verheiratet mit Wolfgang Pohl) in den Dünen an der Ostseeküste.

## Werke
- Familie im Garten
- Tänzerin mit Tamburin am Meeresstrand
- Blumenpflückende Mädchen
- Rauchende Gassenjungen
- Junger Mann seiner Braut im Walde vorlesend
- Diele in einem holländischen Bauernhause
- Feldrain
- Abend wird es wieder / Sommersonnenstudie
- Eine hungrige Seele
- Goethe und Friederike in Sesenhaim (Abb. in „Gartenlaube“ -1899 )
- Die Kirschenpflücker
- Mädchen in den Dünen am Nordseestrand auf Sylt
- Strand mit Dünen